# Karnei Shomron
Karnei Shomron (hebreo: קַרְנֵי שׁוֹמְרוֹן) es un asentamiento israelí localizado en Cisjordania, Palestina. Fundado en el año 1976, fue declarado Concejo local en 1991. Según la Oficina Central de Estadísticas de Israel, en diciembre de 2010 contaba con una población total de 6200 habitantes.

## Historia

### Ataque en un centro comercial en 2002
Durante la Segunda Intifada, el 16 de febrero de 2002, dos personas murieron y 30 resultaron heridas, seis de ellas de gravedad, cuando un terrorista suicida se inmoló en una pizzería del centro comercial Ginot Shomron, en Karnei Shomron. Rachel Thaler, de 16 años, murió a causa de sus heridas el 27 de febrero. El Frente Popular para la Liberación de Palestina (FPLP) se atribuyó la responsabilidad del ataque.

## Centro de estudio
Midreshet Shilat (en hebreo: מדרשת שיל"ת) es un seminario y un centro de estudio de la Torá para mujeres. El seminario fue establecido en el mes de Elul de 5761 del calendario hebreo (2001) y está ubicado en el puesto avanzado de Aloni Shilo, en el asentamiento israelí de Karnei Shomron.

### Historia
En el año 2006, alrededor de 100 mujeres de Israel estudiaban en el seminario. El número de alumnas graduadas es de aproximadamente 400. El director del seminario es el rabino Shai Green. La líder del Bet Midrash es la Rabanit Idit Shiloh, la esposa del rabino y periodista Emanuel Shiloh. El nombre del seminario, "Shilat", proviene del nombre del asentamiento israelí en el que está ubicado: Aloni Shilo. El objetivo del seminario, es que sus residentes reciban una formación académica mediante el estudio de la Torá, la midrashá es una institución educativa. De este modo se produce una unión entre los colonos y el centro de aprendizaje de la Torá para mujeres. El equipo de educadores vive cerca del seminario y acompaña de cerca a las estudiantes ofreciendo asistencia, ayuda, orientación, asesoramiento y formación académica.

### Estudios
Los estudios en Midreshet Shilat, incluyen el estudio de la Torá, la participación en talleres, el autoaprendizaje y el aprendizaje en comunidad. Los estudios en la midrashá abarcan las siguientes áreas:
Estudio de la Torá y la Mishná, temas relacionados con el Talmud de Babilonia, y con una selección de libros, desde los sabios Rishonim y Ajaronim, hasta los sabios modernos.
Estudios bíblicos, que incluyen visitas a lugares relacionados con la historia del pueblo judío en la Tierra de Israel (Eretz Israel).
Estudios de Halajá (Ley judía), con especial atención a los temas relacionados con la vida de la mujer en el judaísmo, como el Shabat, la modestia (tzniut), la kashrut, la oración judía, las bendiciones (brajot), etcétera.
Estudios que fortalecen la fe (emuná), como el estudio del libro del Kuzari.
Estudios sobre el judaísmo jasídico, la dinastía jasídica Jabad-Lubavitch y el movimiento del Musar.
Orientación práctica y enfocada en la oración judía, la práctica de las virtudes, y especialmente, todo lo relacionado con la formación de la personalidad y el desarrollo de la autoconciencia de una joven judía religiosa.
Orientación y preparación para la formación de una familia y un hogar judío, mediante talleres que buscan ofrecer herramientas para el autoconocimiento, la elección de una pareja adecuada y el matrimonio judío.

### Planes de estudio
La midrashá ofrece planes de estudio mediante los cuales, paralelamente al estudio de la Torá, es posible adquirir una formación académica en diversos campos en colaboración con las siguientes instituciones educativas:
El Colegio Orot Israel: Ofrece un programa de enseñanza que permite combinar el estudio en la midrashá con la obtención de un certificado en educación. Las áreas de estudio son: Educación judía, Historia de los judíos en la Tierra de Israel, Midrash, Biblia hebrea, Tosefta, etcétera.
La Universidad Bar Ilán: Imparte estudios de docencia, en combinación con cualquier materia adicional impartida en la universidad.
La Universidad de Ariel: Ofrece un programa que combina los estudios religiosos y los estudios profesionales.

### Servicio nacional
La midrashá ofrece a sus alumnas la posibilidad de combinar sus estudios con la realización del servicio nacional (sherut leumi) en el Área de Judea y Samaria. Por la mañana, las mujeres trabajan en los lugares de actividad de la asociación, principalmente en escuelas, en el marco del trabajo de voluntariado que lleva a cabo la asociación, por las tardes y por las noches, las alumnas estudian la Torá en la midrashá.

### Día de estudio semanal
El seminario organiza un día de estudio semanal para mujeres judías. Casi 100 mujeres colonas del Área de Judea y Samaria, participan en este día de estudio, estas mujeres provienen de asentamientos israelíes como Karnei Shomron, Kedumim, etcétera.